# HRT F1
HRT F1チーム（HRT F1 Team）はF1世界選手権に2010年から2012年まで参戦していたスペインのF1コンストラクター。過去にチーム名の通称として「ヒスパニア・レーシング・F1チーム」とも呼ばれていた。当初は元F1ドライバーのエイドリアン・カンポスが代表を務め、当初のチーム名は「カンポス・メタ」（Campos Meta）だった。

## F1参戦に至る経緯

### カンポスとしての立ち上げ

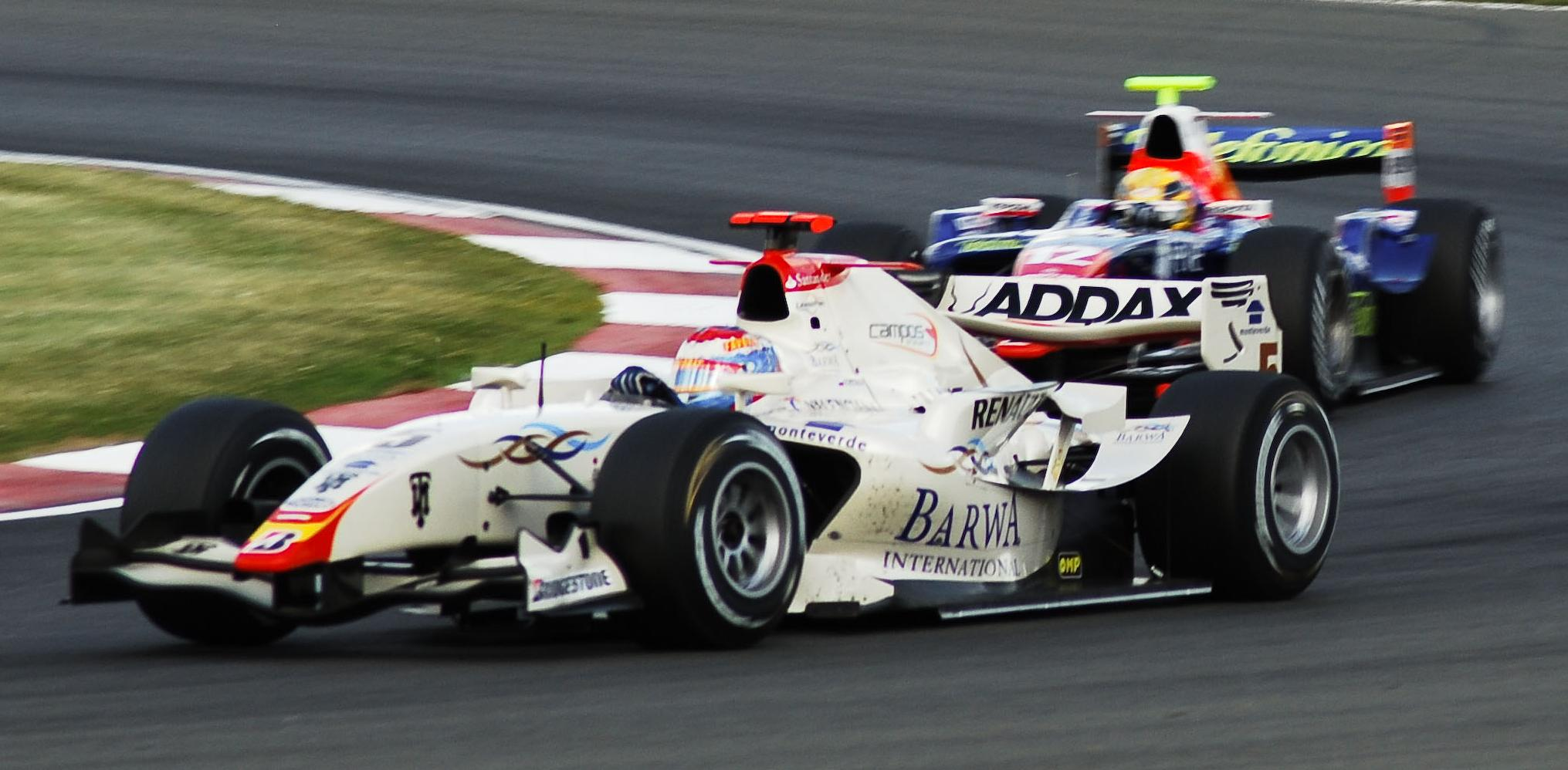
2008年GP2のカンポスグランプリ。ヴィタリー・ペトロフが駆る。（シルバーストンにて）

元F1ドライバーのエイドリアン・カンポスを代表として率いる、1998年に設立された「カンポス・レーシング」がF1への参戦に興味を持っているとして、2009年にエントリー候補としてノミネートした。カンポス・レーシングはそれまでの下位カテゴリーでワールドシリーズ・バイ・ニッサンを手始めに、ユーロF3やGP2にも参戦、計6回のドライバーズチャンピオン、5回のチームチャンピオンを経験したチームであった。又、同チームからヴィタリー・ペトロフ、ルーカス・ディ・グラッシ、ロマン・グロージャン、セルジオ・ペレスなどを輩出している。F1進出計画の為、2008年にGP2チームの株式の多くをスペイン人実業家のアレハンドロ・アガグに売却し、GP2チームはカンポスの名を残しながらもアダックスチームとして現在も活躍している。
F1チームは、会社名「カンポス・メタ」、チーム名「カンポスグランプリ」。バレンシアには、イベント催事やスポンサー獲得、PR、マーケティングを行うメタ・イメージ社を運営し、マドリードにチーム本拠を構えた。
エンジンはコスワースを搭載し、ダラーラおよびXtracと技術提携を結んでいる。当初のチームの方針としてスペイン人と南欧人（南米を含む）をドライバーに据えていた。2009年最終戦アブダビGPが行われている最中、アイルトン・セナの甥であるブルーノ・セナとの契約を発表した。これは、このシーズンのストーブリーグは相次ぐチーム撤退やスポンサー撤退などの兼ね合いで幾つかの大チームでも混迷を極めた中での新人ドライバーとしては異例の早さでの契約であった。
しかし、話題性は十分であったがスポンサーはなかなか集まらず資金不足に陥り、ダラーラへのマシン購入資金や参戦費用もままならない中、2010年2月19日に、創設者のエイドリアン・カンポスが代表を辞任すると発表された。その経営権を筆頭株主であるホセ・ラモン・カラバンテに譲渡した。
後任の代表として、2008年までフォース・インディアのチーム代表を務めたコリン・コレスが就任した。また、従来のチーム名称は創設者のエイドリアン・カンポスの名が由来であったが、上記の通り筆頭株主であるホセ・ラモン・カラバンテへ経営権を譲渡してカンポスが辞任したこともあり、名称を改めて「ヒスパニア・レーシング・F1チーム（Hispania Racing F1 Team）」として新体制を発表することが、開幕戦バーレーンGPを目前に控えた3月4日に新本拠地となるスペインのムルシアで行われると公表された。この当初に希望した新チーム名称はホセ・ラモン・カラバンテの会社「グルーポ・ヒスパーニャ（GRUPO HISPANIA）」から由来している。体制発表会では、2010年のF1を戦う同チームのマシンと共にインド人ドライバーのカルン・チャンドックが2人目の正ドライバーとして正式発表された。

### ヒスパニア・レーシング・F1チーム（HRT F1）へ名称変更
名称変更がFIAに受理され、2010年3月3日付けのFIAの公式エントリーに新チーム名称「HRT F1」が掲載された
。そして、3月4日にスペインのムルシアで発表会を開催し、F1マシン「F110」を披露した。披露されたマシンは、ダークグレーをベースカラーとし、チームのスペインを象徴する赤と黄色の彩色が施されていた。

## シーズン

### 2010年

#### チーム体制

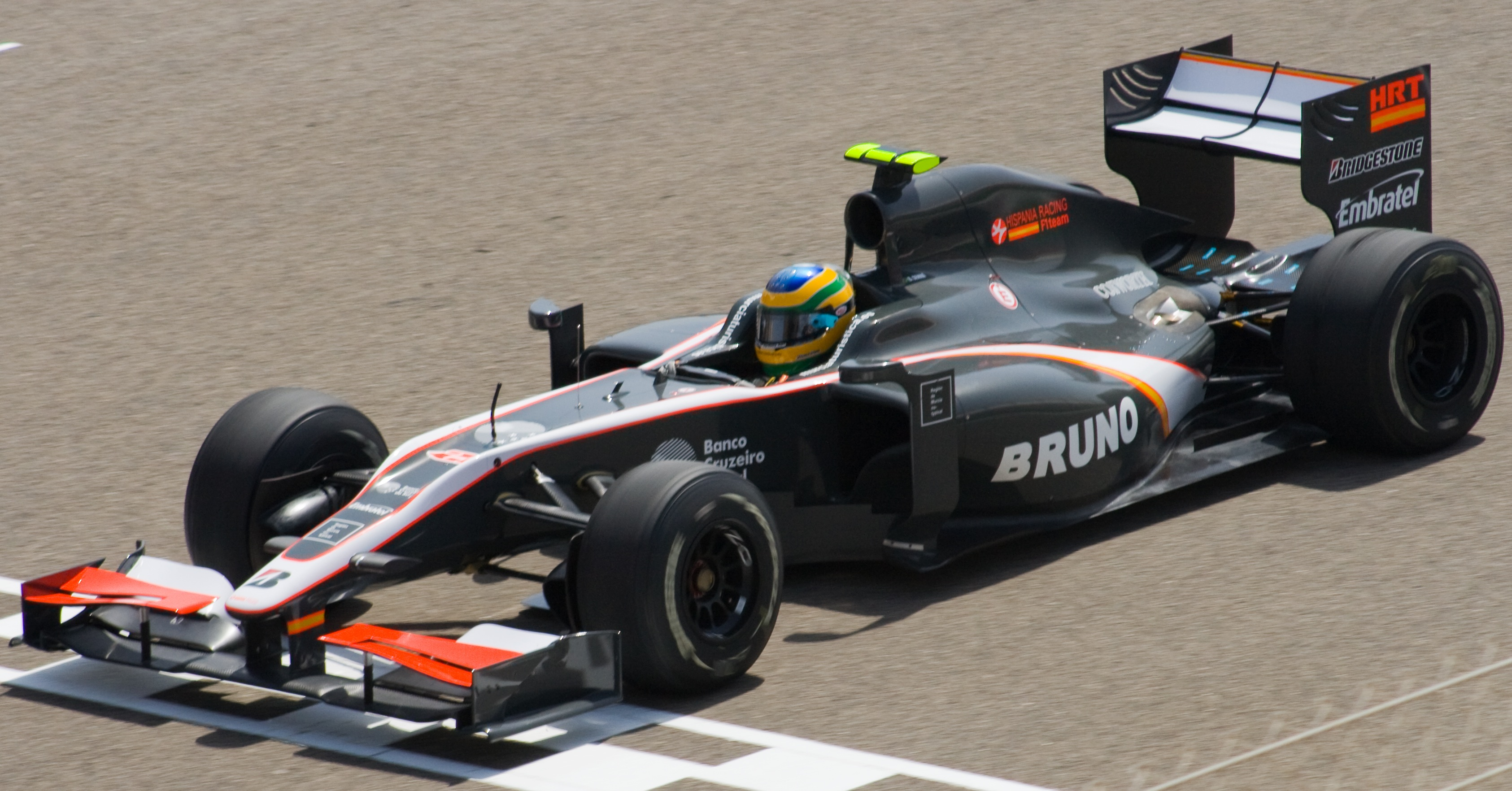
コントロールラインを通過するブルーノ・セナ（2010年バーレーンGPにて）

カンポスより経営権を譲られ、開幕戦までに参戦を間に合わせる必要性があったために、開幕戦までにマシンテストは行われないままであった。チーム代表のコリン・コレスは急ピッチで体制を整える為に開幕戦バーレーンGPまで、1日2時間の睡眠しか取れなかったと語った。
何とか開幕戦までに参戦したマシンF110は、その施工期間に間に合わせる為に序盤戦に使用されたサスペンションは金属製の物であった。（通常のF1マシンはカーボンファイバー製）
4月17日、SAF1、スパイカーで正ドライバー、ルノーF1でテストドライバーの経験がある山本左近を、そして5月5日にはジャガー、レッドブル・レーシングで正ドライバー、ホンダやスパイカー、BMWザウバーでテストドライバーの経験があるクリスチャン・クリエンをテストドライバー兼リザーブドライバーとして迎えいれた事が正式に発表された。
マシンについては、前述の通りダラーラとの提携をもとに同社にマシン製造を委託した。しかし、「満足できる結果」を残せない事にチームは不満を募らせた。又、マシン開発の梃入れが出来ない状況から3月にチームに加入したテクニカルコンサルタントのジェフ・ウィリスがチームを離脱する可能性があるという噂まで囁かれた。それらの背景とチーム代表のコリン・コレスの意向（マシンの独自開発を目指している）もあって、5月26日にダラーラとの契約解消が正式に発表された。
又、将来的なチームヴィジョンに関してコリン・コレスは何らかの技術提携によって2011年度マシンの独自開発プロジェクトを近日中に発表する事を予定とし、5月にはフェラーリとの提携を目指しているとも語られ、7月にはトヨタ関係者と会合している所を目撃され、トヨタとの提携が合意間近であると認めていた。しかし、トヨタとの技術提携は合意に至らず最終的には決裂した。

#### レース
先述のような突貫工事的なチーム体制であった為、開幕戦バーレーンGPでは両ドライバー共にぶっつけ本番となった。特にチャンドックは金曜、土曜のフリーセッション3回共にマシントラブルから出走できず、予選を走行しトップから10秒遅れの予選最下位となった。これは他の新参チーム（ヴァージン・レーシング、ロータスレーシング）と比較しても3秒以上も遅いタイムであり、2002年まで採用されていた「107%ルールを復活させるべきである」と古参トップチームらに苦言を呈された。（Q1のトップだったアロンソと比較すると108.97%で予選落ちとなる）。

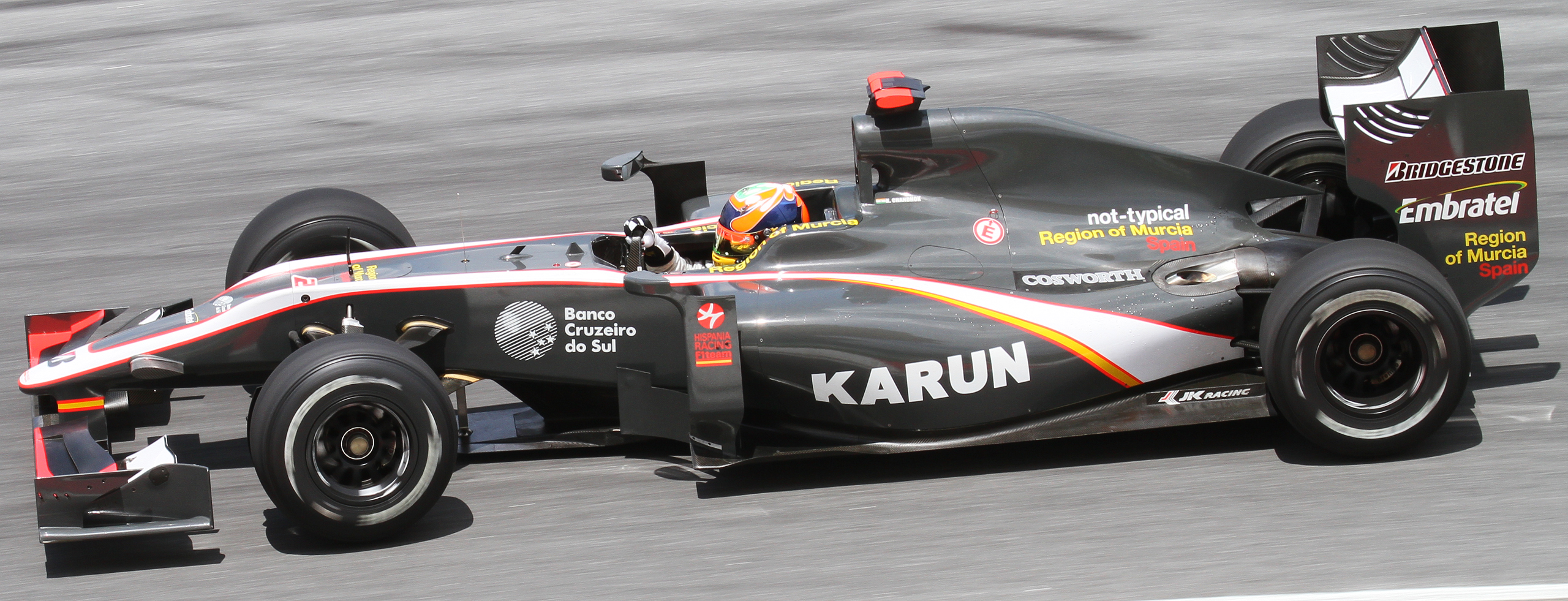
チャンドック、そしてヒスパニア・レーシングにとっての初完走となる2010年オーストラリアグランプリにて。（14位で完走）

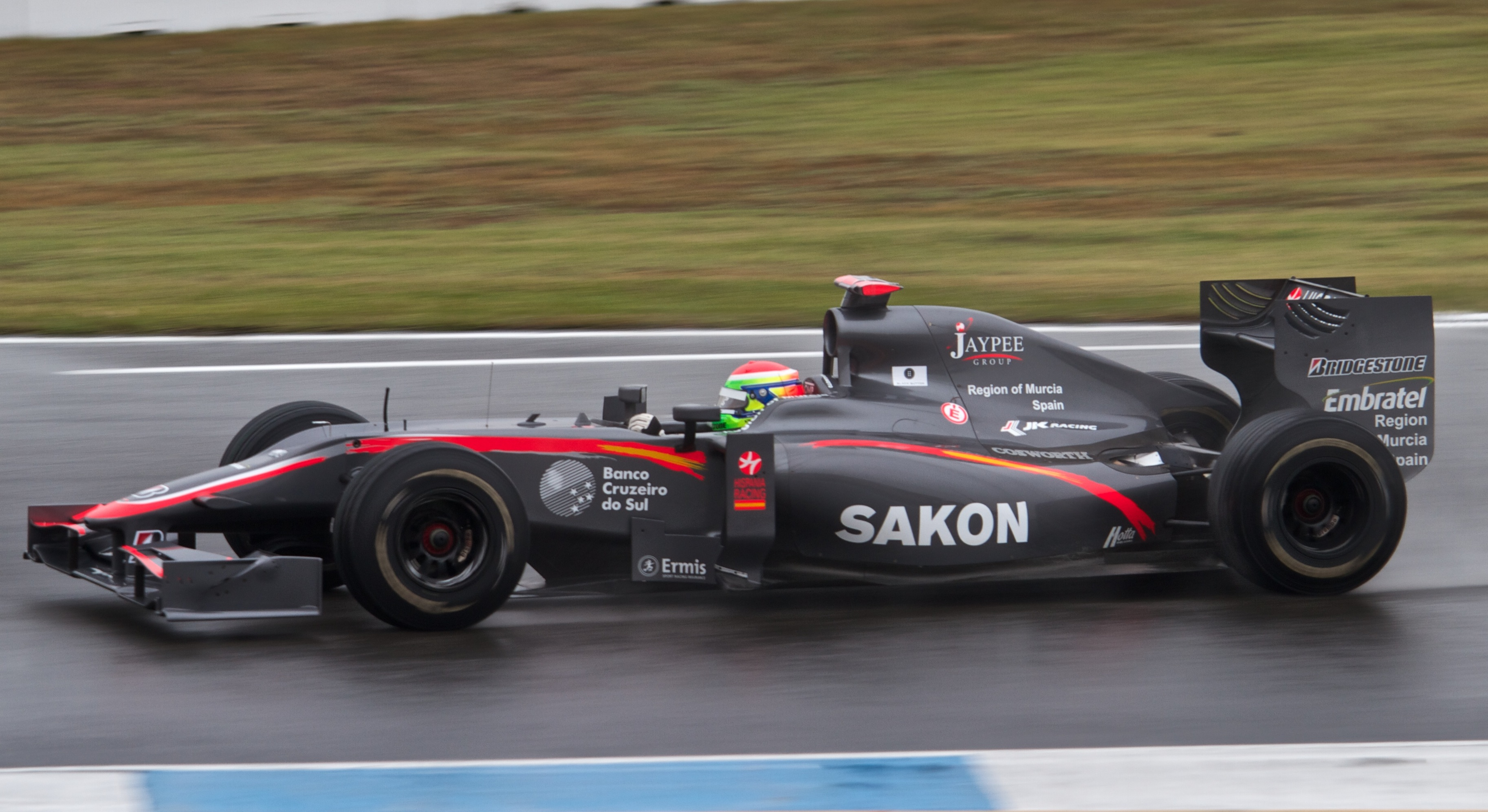
山本左近（2010年ドイツGP）

次戦オーストラリアGPでは、カーボンファイバー製のサスペンションを間に合わせ、予選タイムは他の新参チーム同等まで追いついた。決勝ではチャンドックがトップから5周遅れながらも見事に完走を果たした。第3戦マレーシアGP、第4戦中国GPでは、サバイバルレースの中で2戦連続両ドライバー共に完走を果たし、着実に戦闘力を上げていることをアピールした。
第5戦スペインGPでは共にリタイアを喫したが、第6戦モナコGPではロータスのヤルノ・トゥルーリを先行する活躍を見せた。しかし、71周目のラスカスでトゥルーリが仕掛けたオーバーテイクによりトゥルーリのマシンがチャンドックのマシンに乗り上げるという大クラッシュでレースを終えた（規定により完走扱い）。
第7戦トルコGPでは、予選からセナがヴァージン・レーシングのルーカス・ディ・グラッシの前でポジションを獲得。決勝でも好調なスタートを切り、ヴァージン・レーシングの2台の前に出て彼らよりも上回るペースでレース展開を運んだ。ディ・グラッシをコース上でオーバーテイクをする等の活躍などを見せたが、燃料系トラブルでリタイア。チャンドックも残り5周で同じく燃料系トラブルでレースを終えた（チャンドックは完走扱い）。続く第8戦カナダGPでもチャンドックが完走した。
イギリスGPではセナにかわりテストドライバーの山本左近が出走し、翌ドイツGPとハンガリーGPでは、チャンドックに変わって山本が出走した。また、以降のグランプリでは山本がチャンドックに代わり正ドライバーに昇格することが発表された。
イタリアGPでは、大抵のチームがモンツァに対応した高速サーキット用のパーツを準備する中、HRTは最もダウンフォースを必要とするモナコGPと同じリアウイングを持ち込んでいた。このようにマシン開発の遅れが目立っており、同グランプリの予選ではヴァージン・レーシングから1秒のタイム差が開く結果となった。また、これらのことから資金難を噂されたがコリン・コレスはこれを一蹴した。しかし、その後もアップデートは行われず、シンガポールGPでも同じリアウイングを使用していた事を山本が「モータースポーツジャパン2010 フェスティバル イン お台場」にて公言している。
シンガポールGPでは山本が食中毒を患った為にクリスチャン・クリエンが出走。日本GP、韓国GPでは山本が復帰し、両レース共にチームにダブル完走をもたらした。ブラジルGPとアブダビGPは山本に代わってクリエンが出走した。
最高位は14位となり同順位を獲得したヴァージンとの回数差で上回り、コンストラクターズランキング11位で終えた。しかし、完走率こそ高かったもののマシンの開発ではヴァージンに対しても遅れを取っていた事は否めず、目下のライバルであるヴァージンと周回辺りのタイム差は1秒近い開きがあった。

### 2011年

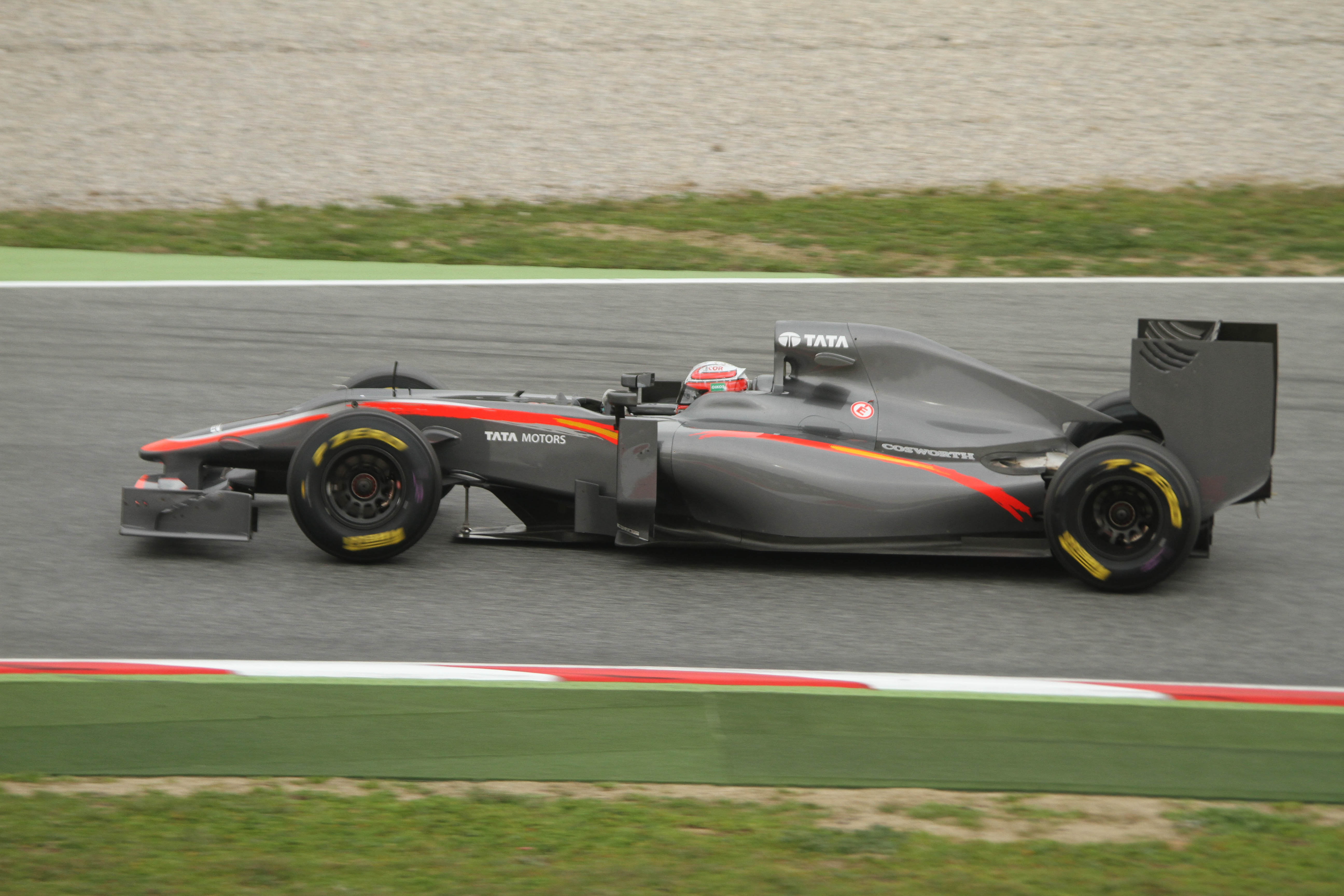
ヴィタントニオ・リウッツィが駆る2010年度の改良マシン
（写真は2011年2月19日）

#### チーム体制
2010年の終盤戦より、来期に向けたチーム体制の安定と確立に向けた動きも活発となり、前述のトヨタとの技術提携の破談などマイナス要因があったものの、11月2日には2011年よりウィリアムズ製ギアボックスの供給を受ける技術提携に合意した事を発表した。また、11月6日にスペイン人実業家でテレフォニカの元会長、クレディ・スイス-ファーストボストンスペイン投資銀行のCEOを務めた人物で、且つスペイン国内において企業や政治的コネクションに太いパイプラインを持つ人物として知られるホアン・ヴィラロンガを新しいパートナーに迎える事を発表した。
1月7日、元ジョーダンに2005年まで在籍していたナレイン・カーティケヤンがヒスパニアレーシングと契約した事を発表し、後にチーム側からも公式にリリースされた。その後、3月9日にヴィタントニオ・リウッツィを正ドライバーとして契約した事を正式に発表した。
2011年度のマシンはテクニカルディレクターのジェフ・ウィリスと、チーフデザイナーのポール・ホワイトが製作を担当する完全独自設計のパッケージであり、新マシンの名称は「F111」であると発表した。新車発表は当初はシーズン開幕直前の3月3日にバーレーンの最終合同テストで行われる予定となっていたが、3月11日にカタロニア・サーキットにて発表会が行われた。
3月10日、スペインを本拠地としてコンピュータセキュリティ製品を開発・販売する「Panda Security」とのスポンサー契約を発表した。4月29日、インドの自動車用バッテリーメーカーである「BASE」をテクニカルスポンサーとして契約した事を発表した。
シーズン途中となるイギリスGP前にカーティケヤンに代わり、レッドブル・レーシングの育成ドライバーであるダニエル・リチャルドが出走することが発表された。
さらに数日後、スペインの投資会社であるテサン・キャピタルがホセ・ラモーン・カラバンテからチームの株式を買取り主要株主となった。7月21日、元F1ドライバーであるルイス・ペレス＝サラがアドバイザーとして就任した事を発表。チーム名の通称である「ヒスパニア」を廃止し、正式名である「HRT」に統一する方針を固めた。
9月、テクニカルエンジニアとしてジェフ・ウィリスに代わってヨルグ・ザンダーを迎え入れた。しかし、すぐに技術陣がジャッキー・エッケラートやステファン・チョセなどに変更された。

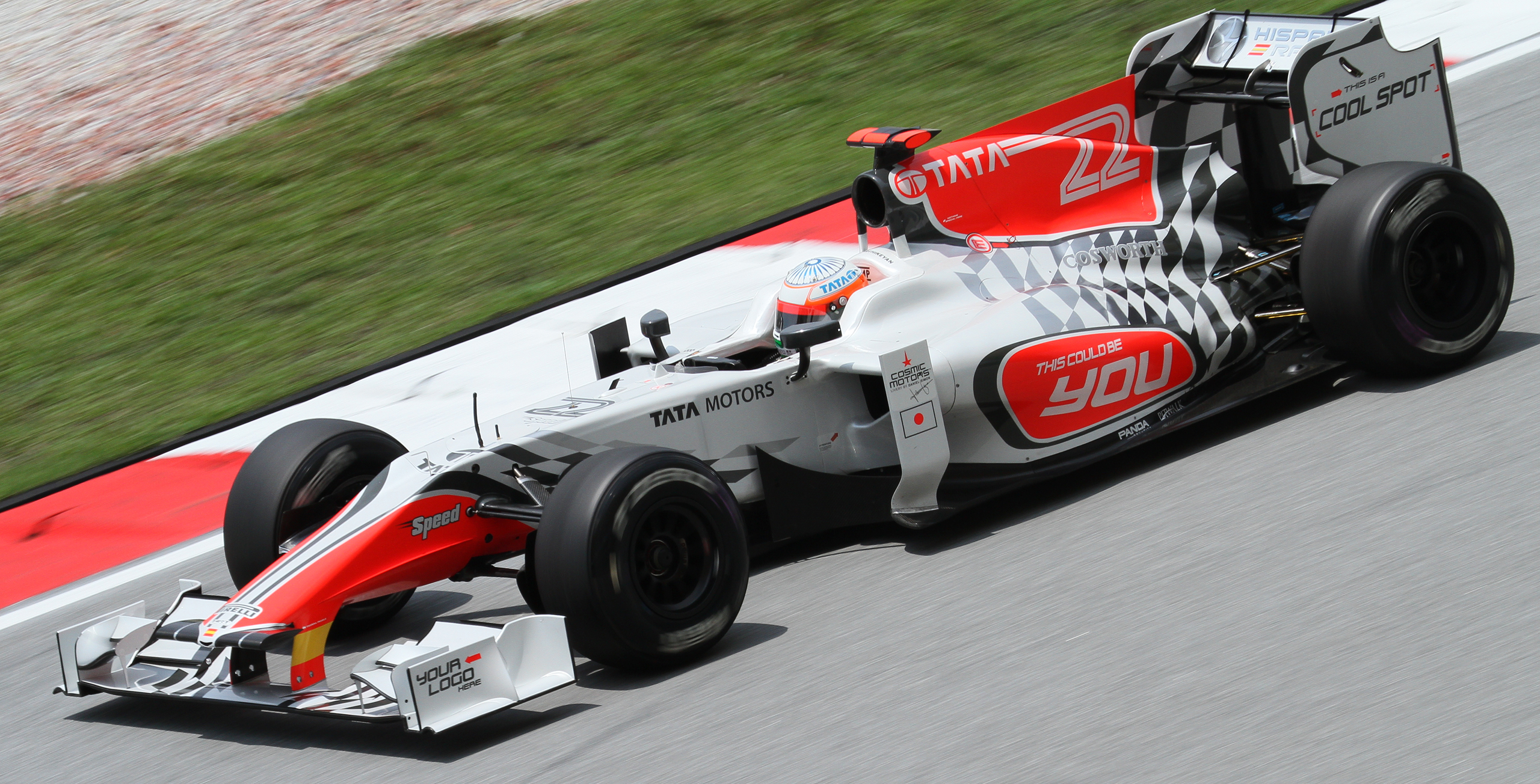
F111を駆るナレイン・カーティケヤン。（写真は2011年マレーシアGP）

#### レース
開幕戦オーストラリアGPまでストーブリーグ中の間にテスト走行を全く行う事が出来なかった為に、事実上レースウィークのフリー走行がシェイクダウンとなった。しかし、マシンのパーツが届けられないなどのトラブルが発生したため、予選ではマシンのポテンシャルを全く発揮する事が出来ずに今期より復活したレギュレーションである107%ルールに抵触してしまい、予選落ちとなった。
第2戦マレーシアGPまでに新型のフロントウィングを投入し、ようやく予選落ちすることがないレーススピードを発揮し予選突破したが決勝では両ドライバーリタイアとなった。
第3戦中国GPでは予選・決勝共に最下位ではあったもののリウッツィが22位、カーティケヤンが23位と両ドライバー2周遅れながらも完走を果たした。その後、モナコGPではリウッツィが16位で完走を果たし、カナダGPではヴァージン勢、ロータス勢を抑え切り13位で完走を果たした。イギリスGPからダニエル・リチャルドを起用し、カーティケヤンとシートシェアする運びとなった。
その後、ヴァージンのマシンがアップデートをした為にほとんど太刀打ちが出来なかったが、両ドライバー共に着実に完走を果たした。初開催となるインドGPではリウッツィに代わって母国ドライバーであるカーティケヤンが起用され、17位で完走を果たしている。
コンストラクターズランキングはカナダGPにおけるリウッツィの奮闘によって11位となったが、年間を通してヴァージンよりもレーススピードが明らかに劣っていた。

### 2012年

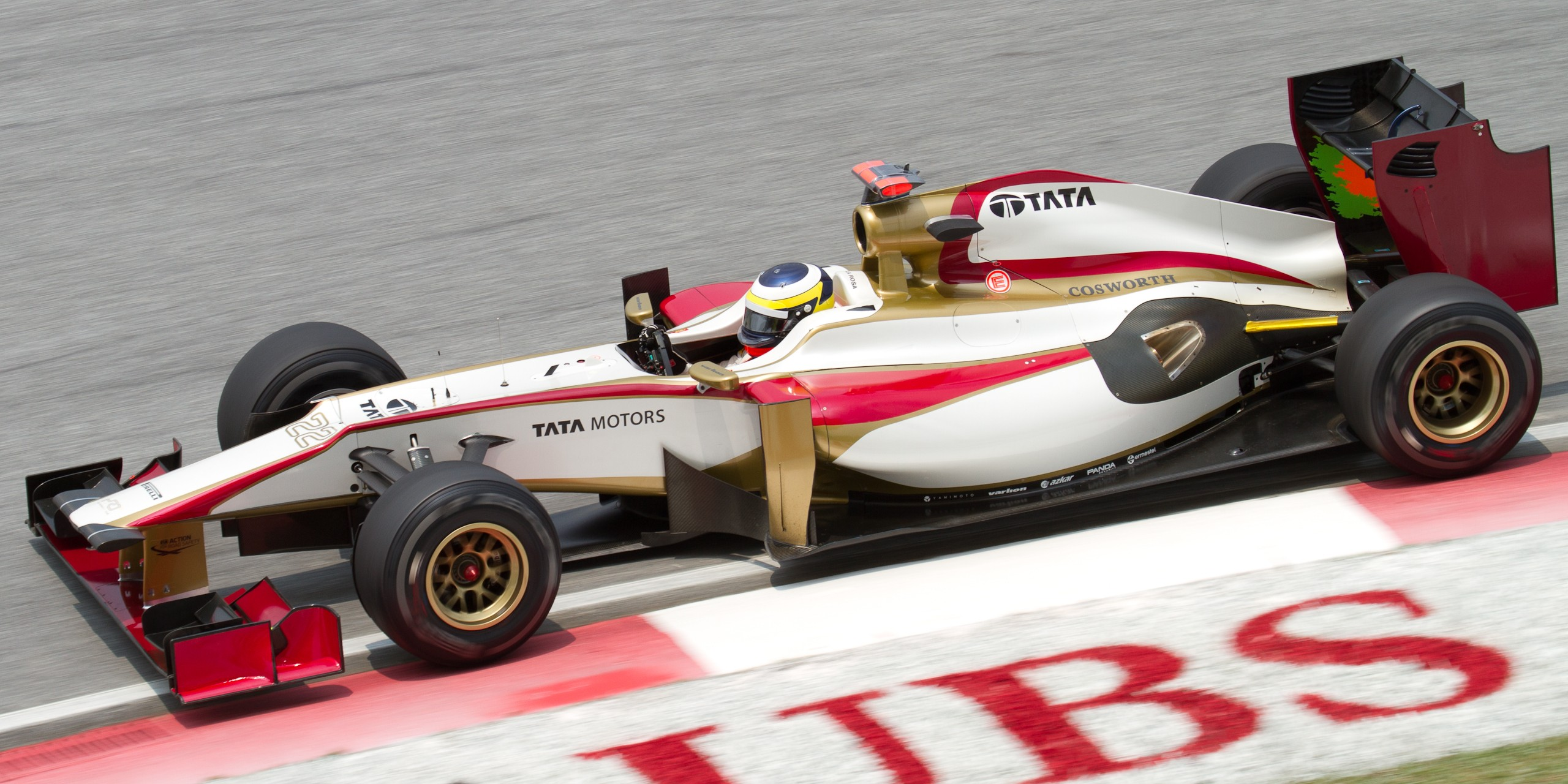
F112を駆るデ・ラ・ロサ。
（※：2012年マレーシアGP）

#### チーム体制
2011年11月21日、2012年のF1世界選手権よりスペイン人ドライバーのペドロ・デ・ラ・ロサがレギュラードライバーとして起用する事が発表された。
12月15日、チーム代表を務めたコリン・コレスが解任される事が発表され、代わってそれまでアドバイザーとして就任していたルイス・ペレス＝サラがチームの新代表になったことが発表された。1月31日にテクニカルディレクターだったジャッキー・エッケラートが解任され、トヨタ・TF101のデザイナーであるジャン＝クロード・マルテンスが就任した事が発表された。
2月2日にセカンドドライバーにナレイン・カーティケヤンと契約した事を発表した。
2月8日、チーム本拠地をムルシアからマドリードに移転し、屋内競技場であるラ・カハ・マヒカの11,000平方メートルを改装して本拠地として使用することを発表した。

#### レース
去年に続いてチーム体制の変更などが重なって新車を発表するまでに十分な準備期間を設けることができず、今年も開幕戦オーストラリアGPをぶっつけ本番で走らせなければならなかった。その為、再び予選で107%ルールに抵触してしまい予選落ちとなった。第2戦マレーシアGPまでには予選をクリア出来るレーススピードになったが、前年の実質的ライバルであったヴァージン（2012年のF1世界選手権からマルシャF1チームとして新生）からも完全に速さに開きができていた。
その後、多くのアップデートを重ねながら迎えた第7戦カナダGPではデ・ラ・ロサが今季初めてフリー走行から公式予選まで全てのセッションでマルシャの2台を上回るタイムを記録。決勝でもマルシャやチームメイトのカーティケヤンがオプションタイヤで走行する中、デ・ラ・ロサはプライムタイヤでそれらのドライバーを上回るタイムを連発するが、デ・ラ・ロサ、カーティケヤン共にブレーキトラブルが発生し今季初のダブルリタイヤとなった。

## 撤退
2012年11月12日、HRTを所有するテサン・キャピタルはチームの売却を発表し、複数の新オーナー候補と交渉中であるとコメントした。地元スペインの報道ではチーム存続には4,000万ユーロ（約40億5,500万円）が必要であり、中東やインドの投資家と交渉中であること、サードドライバーのマー・チンホワ（馬青驊）の資金持込に期待していることなどが伝えられた。
その後、新オーナーの発表はなく、売却交渉が破談となり、すでにHRTは解散に向かっているとの報道が流れ始めた。最終戦ブラジルGPを前にして、デ・ラ・ロサは将来について何も知らされていないことを明かし、「チームが存続することを願っているけど、この段階ではそれ以上のことは言えない」と語った。
12月1日、FIAは2013年シーズンのアーリーエントリーリストを発表したが、そこにHRTは登録されていなかった。追加エントリーが認められる可能性も残っているが、テクニカルディレクターのトニ・クケレラは自身のTwitterで「4年前、私は友人にF1チームを作ろうと持ちかけた。3シーズンが過ぎ、HRTの最終章がつづられた」 と語った。その後、チーム代表のサラもチーム解散を認める発言をした。
2013年1月末には、アメリカとカナダの投資家グループがHRTの買収を計画し、「スコーピオン・レーシング」の名でF1エントリーを目指している、と報じられた。2月半ばには、チームの資産の大半は自動車用品のリサイクル業者Teo Martinに売却された。またF112の1台はピレリに所有権が移っている。
2013年3月8日に発表された最終エントリーリストにもHRTの名は記載されておらず、2013年シーズンの不参戦が確定した。

## 戦績
| 年     | シャーシー エンジン                  | タイヤ | ドライバー                 | 1   | 2   | 3   | 4   | 5   | 6   | 7   | 8   | 9   | 10  | 11  | 12  | 13  | 14  | 15  | 16  | 17  | 18  | 19  | 20  | ポイント | ランキング |
| ------ | ------------------------------------ | ------ | -------------------------- | --- | --- | --- | --- | --- | --- | --- | --- | --- | --- | --- | --- | --- | --- | --- | --- | --- | --- | --- | --- | -------- | ---------- |
| 2010年 | ヒスパニア・F110 コスワースCA2010 V8 | B      |                            | BHR | AUS | MAL | CHN | ESP | MON | TUR | CAN | EUR | GBR | GER | HUN | BEL | ITA | SIN | JPN | KOR | BRA | ABU |     | 0        | 11位       |
| 2010年 | ヒスパニア・F110 コスワースCA2010 V8 | B      | カルン・チャンドック       | Ret | 14  | 15  | 17  | Ret | 14≠ | 20≠ | 18  | 18  | 19  |     |     |     |     |     |     |     |     |     |     | 0        | 11位       |
| 2010年 | ヒスパニア・F110 コスワースCA2010 V8 | B      | クリスチャン・クリエン     |     |     |     |     |     |     |     |     |     |     |     |     |     |     | Ret |     |     | 22  | 20  |     | 0        | 11位       |
| 2010年 | ヒスパニア・F110 コスワースCA2010 V8 | B      | ブルーノ・セナ             | Ret | Ret | 16  | 16  | Ret | Ret | Ret | Ret | 20  |     | 19  | 17  | Ret | Ret | Ret | 15  | 14  | 21  | 19  |     | 0        | 11位       |
| 2010年 | ヒスパニア・F110 コスワースCA2010 V8 | B      | 山本左近                   |     |     |     |     |     |     |     |     |     | 20  | Ret | 19  | 20  | 19  |     | 16  | 15  |     |     |     | 0        | 11位       |
| 2011年 | ヒスパニア・F111 コスワースCA2011 V8 | P      |                            | BHR | AUS | MAL | CHN | TUR | ESP | MON | CAN | EUR | GBR | GER | HUN | BEL | ITA | SIN | JPN | KOR | IND | ABU | BRA | 0        | 11位       |
| 2011年 | ヒスパニア・F111 コスワースCA2011 V8 | P      | ナレイン・カーティケヤン   | -   | DNQ | Ret | 23  | 21  | 21  | 17  | 17  | 24  |     |     |     |     |     |     |     |     | 17  |     |     | 0        | 11位       |
| 2011年 | ヒスパニア・F111 コスワースCA2011 V8 | P      | ダニエル・リチャルド       | -   |     |     |     |     |     |     |     |     | 19  | 19  | 18  | Ret | NC  | 19  | 22  | 19  | 18  | Ret | 20  | 0        | 11位       |
| 2011年 | ヒスパニア・F111 コスワースCA2011 V8 | P      | ヴィタントニオ・リウッツィ | -   | DNQ | Ret | 22  | 22  | Ret | 16  | 13  | 23  | 18  | Ret | 20  | 19  | Ret | 20  | 23  | 21  |     | 20  | Ret | 0        | 11位       |
| 2012年 | HRT・F112 コスワース CA2012 V8       | P      |                            | AUS | MAL | CHN | BHR | ESP | MON | CAN | EUR | GBR | GER | HUN | BEL | ITA | SIN | JPN | KOR | IND | ABU | USA | BRA | 0        | 12位       |
| 2012年 | HRT・F112 コスワース CA2012 V8       | P      | ペドロ・デ・ラ・ロサ       | DNQ | 21  | 21  | 20  | 19  | Ret | Ret | 17  | 20  | 21  | 22  | 18  | 18  | 17  | 18  | Ret | Ret | 17  | 21  | 17  | 0        | 12位       |
| 2012年 | HRT・F112 コスワース CA2012 V8       | P      | ナレイン・カーティケヤン   | DNQ | 22  | 22  | 21  | Ret | 15  | Ret | 18  | 21  | 23  | Ret | Ret | 19  | Ret | Ret | 20  | 21  | Ret | 22  | 18  | 0        | 12位       |

- 太字はポールポジション、斜字はファステストラップ。(key)
- ≠ は、90%以上の周回をした為のF1レギュレーション上の完走扱いを示す。
- NC は、フィニッシュしたものの周回数が90%未満である為、F1レギュレーション上におけるリタイア扱いを表す。